# Comité olympique d'Irlande
Le Comité olympique d'Irlande ou OCI (en anglais Olympic Council of Ireland et en irlandais Comhairle Oilimpeach na hÉireann) est le Comité national olympique d'Irlande. 

## Présentation
L'OCI a été fondé en 1921 sous le nom d’Irish Olympic Council, avec comme mission de développer et de protéger le mouvement olympique sur l’île d’Irlande en accord avec le document fondateur du Comité international olympique, la charte olympique.
Dans les années 1950, Lord Killanin devient le Président du Conseil olympique et le représentant de l’Irlande auprès du CIO. Un de ses premiers actes est de changer le nom de la fédération en Conseil olympique d’Irlande, ce qui fait apparaître le nom de l’île dans l’intitulé.
Alors que la Charte olympique dit que l’aire de juridiction d’un comité national doit coïncider avec les limites du pays dans lequel il est établi (Charte olympique, chapitres 28 (3) et 31 (1)) , le cas irlandais fait exception : de nombreux athlètes natifs d’Irlande du Nord (et donc de nationalité britannique) peuvent concourir sous la bannière irlandaise. Le système sportif irlandais est organisé sur une base géographique comprenant l’ensemble de l’île d’Irlande (All-Ireland).
L’OCI a présenté une équipe lors de chaque édition des Jeux olympiques d’été depuis ceux de 1924 à Paris.